# وکیل معاضدتی
کسانی که قدرت پرداخت حق‌الوکاله در امور مدنی را ندارند می‌توانند از مرکز وکلای قوه قضاییه و کانون وکلا تقاضای معاضدت نمایند. بر همین اساس در مرکز وکلای قوه قضاییه و کانون وکلا تشکیلاتی به منظور بررسی درخواست‌های معاضدت برپا شده است.
به موجب آیین‌نامهٔ قوهٔ قضائیه در آن دسته از دعاوی که بیش از پنج میلیون تومان ارزش داشته باشد، حضور وکیل اجباری است. هر یک از طرفین دعوا که توان مالی بستن قرارداد با وکیل را ندارد می‌توانند با مراجعه به مرکز وکلای قوه قضاییه و کانون وکلای دادگستری تقاضا کنند که به وی وکیلی معرفی کند. آن وکیل به رایگان برای او وکالت می‌نماید.